# Сателлит Инновация
Сателлит Инновация — основанная в 2008 году российская компания-разработчик систем IP-видеонаблюдения. Создатель первого в мире голосового помощника для видеонаблюдения. В 2021 году компания признана создателем одного из лучших облачных сервисов для видеонаблюдения. На российском рынке представлена торговой маркой Macroscop, на зарубежных рынках — торговой маркой Eocortex. Экспортирует российское ПО собственной разработки в 80 стран мира.
До момента создания «Макроскопа» выпускник Пермского государственного университета Артём Разумков 4 года занимался системами видеонаблюдения и безопасности в компании «Энергокомплект-Пермь». Работа в отрасли привела его к идее создать софт, который может распознавать объекты и реализовать их поиск в видеоархивах. В 2008 году Артём Разумков и его бывший сокурсник Александр Коробков основали Macroscop — проект в области «умного» видеонаблюдения. Стартап был запущен после победы в конкурсе Фонда содействия развитию малых форм предприятий в научно-технической сфере (фонд Бортника), которая принесла предпринимателям первый 1 миллион рублей на коммерциализацию технологии «умного» видеонаблюдения. Первый офис компании находился в помещении Пермского государственного университета, где «прежде дворники хранили метлы, а с потолка сыпалась штукатурка», второй — в бизнес-центре неподалёку, по соседству с магазином семян и «Обществом трезвости».
В первый год работы компания начала активно привлекать денежные средства инвесторов, однако до реальных инвестиций основатели компании безрезультатно прошли через пять конкурсов и получили от инвесторов десятки отказов. В 2009 году «Сателлит Инновация» стала портфельной компанией Пермского венчурного фонда, который находился под управлением ОАО «Альянс РОСНО Управление Активами» (в дальнейшем — AIlianz Investments). Macroscop привлекает «несколько сотен тысяч долларов». В дальнейшем компания также получает грант правительства Пермского края на развитие в размере порядка 10 млн рублей.
Через полтора года после начала работы у Macroscop появились первые продажи, а к концу 2010 года выручка, по данным СПАРК, достигла 1,5 миллиона рублей. Компания вышла на рынок, заявив о двух технологиях, ранее не использовавшихся в российском IP-видеонаблюдении, — индексировании видеоданных и новой технологии видеоанализа, позволяющей, якобы, вчетверо сократить затраты на вычислительные мощности. По словам Артёма Разумкова, лишь с 2010 года компания начала «как-то функционировать»: «По сути, полтора года мы занимались исследованиями, разработками, и только потом что-то предложили рынку».
В 2010 году «Сателлит Инновация» входит в число первых 16 резидентов Сколкова. 14 декабря 2010 года Артём Разумков с проектом «Программный комплекс интеллектуального IP-видеонаблюдения» стал обладателем Национальной премии имени Зворыкина, вручаемой Федеральным агентством по делам молодёжи, в спецноминации «Компьютерные технологии и программы».
В 2012 году компания «Спецлаб» заявила, что Macroscop «копирует идеи „Спецлаб“ на примитивном, бытовом уровне и выдаёт их за свои с использованием мощных финансовых средств рекламы и административного ресурса на уровне страны».
В 2013 году «Сателлит Инновация» впервые вышла на внешний рынок, реализовав продукт предпринимателю из Словакии.
Постепенно программное обеспечение Macroscop расширяется рядом дополнительных функций, в частности подсчётом посетителей, определением длины очереди, распознаванием автомобильных номеров, лиц людей, «детектором отсутствия касок» и определением наполненности витрин и полок. Система распознавания лиц с искусственным интеллектом при этом используется в качестве замены аналогов в рамках проектов «Безопасный город»
В 2019 году в число зарубежных заказчиков ПО «Сателлит Инновации» вошли полицейское управление округа Ипр (Бельгия), судебная полиция Италии (Polizia Giudiziaria), правительство Казахстана.
В январе 2020 году объявлено о пилотном проекте по внедрению системы распознавания лиц, распознавания автомобильных номеров и модуля контроля активности персонала в одном из отделений Минского областного управления Департамента охраны МВД Республики Беларусь. В декабре того же года «Сателлит Инновация» вышла из числа участников Сколково в связи с истечением 10 лет резидентства.
Также в 2020 году компания в рамках концепции «Видеонаблюдение без наблюдения» представила первого в мире голосового помощника для систем видеонаблюдения. Искусственный интеллект получил название «Ева» и призван снизить необходимость смотреть на экран монитора, передающего изображения с CCTV-камер. На тот момент Ева поддерживала русский и английский языки.
В 2021 году использовать ПО Macroscop начинают Свердловская железная дорога, ПАО «Роствертол», АО «Мосгаз», а также предприятия Индонезии и Вьетнама.
Копания Macroscop так же известна своими передовыми методиками в найме персонала, а именно применение нескольких этапов отбора кандидатов и организация "демо-дней". К сожалению, уровень правовой и организационной подготовки к реализации таких новаторских решений иногда приводит к нарушению трудовых прав граждан что подтверждается судебными решениями.